# ジョウザンミドリシジミ
ジョウザンミドリシジミ（定山緑小灰蝶 Favonius taxilaまたはFavonius aurorinus）は、チョウ目シジミチョウ科に属するチョウの一つ。ゼフィルスと呼ばれるグループの一種。

## 概要
体の大きさに比べて頭部が大きく、前翅先端はやや鋭角気味となり、林内を俊敏に飛翔する青緑色のシジミチョウ。翅裏は灰色地で、暗灰色の縁取りを持つ白帯が縦に走る、ミドリシジミ類では一般的な模様。Favonius属の他のミドリシジミと同様、雄の翅表の光沢は青みが強く、野外での同定は訓練が必要。とくにエゾミドリシジミと似る（本種の方が尾状突起が長く、白帯は後翅肛角にいくにしたがって細くなる）。
ブナ科のミズナラ・コナラ・カシワを食樹とするが、特にミズナラとの結びつきが強い。越冬態は卵。成虫は6月下旬から7月にかけて羽化する。雄の占有飛翔は朝方8時～9時ごろ。

## 分布
国内では北海道北東部・本州の東北地方～中国地方の日本海側に分布する。分布域としてはエゾミドリ、メスアカミドリ、ダイセンと近いが、本種は九州にはいない。
日本国外ではロシア極東地域、中国大陸東北部、朝鮮半島に生息する。